# Papirs mèdics del Ramesseum
Els papirs mèdics del Ramesseum són una col·lecció d'antics documents mèdics egipcis que es remunten a principis del segle xviii aC, trobats al temple del Ramesseum, a Egipte. Com la majoria dels antics papirs mèdics egipcis, aquests documents tracten principalment de malalties, l'estructura del cos i suposats remeis utilitzats per curar les afeccions, és a dir, sobre malalties oftalmològiques, ginecologia, músculs, tendons i malalties infantils. La major part del text dels manuscrits coneguts d'aquesta col·lecció es troba a les parts III, IV i V, i està escrit en columnes verticals.
El papir IV tracta temes similars als del papir ginecològic Kahun, com ara el part, la protecció del nounat, les maneres de predir la probabilitat de la seva supervivència i les formes de predir el seu gènere. També descriu una fórmula d'anticoncepció. El papir V conté nombroses receptes que tracten la relaxació de les extremitats, escrites en jeroglífic enlloc de hieràtic com d'altres papirs mèdics. El papir III d'aquesta col·lecció proporciona informació sobre l'erupció a Santorí i els problemes mèdics que va causar, així com la possible ajuda per a la novena plaga bíblica de les tenebres: «Els tractaments per a les cremades provocades per partícules i àcids dissolts estan documentats al papir mèdic de Londres, així com al papir Ebers, i són compatibles amb la caiguda de les cendres volcàniques i les cendres suspeses en la pluja, respectivament. Ambdós casos de cendres es correlacionen amb les primeres vuit plagues bíbliques. A més, aquest últim text també presenta una sèrie de malalties relacionades amb la inhalació de substàncies tòxiques en forma d'aerosol. Aquest escenari és confirmat pel papir mèdic Hearst, el papir Carlsberg 8, i el papir del Ramesseum III, i s'adapta a una columna eruptiva, que també és coherent amb la novena plaga bíblica [...], així com la segona fase de l'erupció a Santorí a l'edat del Bronze.».